# Provinciale weg 208
De provinciale weg 208 is een verkeersweg die over een lengte van circa 30 kilometer van noord naar zuid loopt door Noord- en Zuid-Holland. Het gedeelte tussen Haarlem en IJmuiden was vroeger autosnelweg en heette A208, maar is nu omgebouwd tot autoweg en heet nu N208. Op de hectometerpaaltjes staat tussen de aansluiting Velserbroek en de A22 nog wel A208 aangegeven. Achtereenvolgens heeft de weg op bepaalde gedeeltes binnen of buiten de bebouwde kom de volgende namen (van zuid naar noord): Van Pallandtlaan, Hoofdstraat, Heereweg, Westelijke Randweg, Heereweg, Leidsestraat, Van den Endelaan, Weeresteinstraat, Haarlemmerstraat, Rijksstraatweg, Herenweg, Wagenweg, Westelijke Randweg, Delftlaan en Rijksweg.

## Routebeschrijving
De weg begint bij de aansluiting met de A44, waarna deze over de oude Herenweg door de Bollenstreek gaat via de plaatsen Sassenheim, Lisse, Hillegom, Bennebroek en Heemstede. Tussen de aansluiting met de A44 en de kruising met de N207, ter hoogte van Hillegom, wordt de weg beheerd door de provincie Zuid-Holland. Tussen de N207 en de N205 is de weg in gemeentelijk beheer.
Na de kruising met de N205 gaat de N208 weer verder als provinciale weg richting het noorden. Als Westelijke Randweg passeert deze Haarlem. Daar is een groene golf geprogrammeerd voor de doorstroming op dit gedeelte. Nadat Haarlem-Noord is gepasseerd, volgen er twee ongelijkvloerse aansluitingen met de plaatsen Spaarndam en Velserbroek.
Het laatste deel van de weg vanaf de aansluiting Velserbroek tot de A22 ter hoogte van IJmuiden is in beheer van Rijkswaterstaat en is dus een rijksweg. Op dit gedeelte wordt de weg aangeduid met A208 volgens de hectometerpaaltjes. Tussen Velserbroek en IJmuiden komen voor de Velsertunnel 6 rijstroken, waarvan er meestal 3 geopend zijn voor het verkeer vlak voor de tunnel samen tot 2 rijstroken.
Aan de weg bevindt zich slechts één verzorgingsplaats (richting Sassenheim): Spes Nostra bij Velserbroek.

## Geschiedenis
Vroeger was de voormalige A208 (IJmuiden - Haarlem) een onderdeel van rijksweg 9. Toen in 1976 de A-nummering werd ingevoerd, werd de A9 vanuit de Velsertunnel richting Amstelveen gelegd via rijksweg 6. Het nummer 208 heeft de weg later gekregen als voortzetting van de N208 Sassenheim - Haarlem. Dat was voorheen rijksweg 708, en in een grijs verleden rijksweg 8. In de tussentijd heeft de provinciale Westelijke Randweg om Haarlem nog het administratieve nummer S19 gehad. Wie in archieven naar het verleden van deze weg wil spitten, moet dus heel wat nummers kennen.
Inmiddels van de tekentafels is het plan om de Noord-Hollandse S19 (N208, de Westelijke Randweg Haarlem) te verbinden met de Zuid-Hollandse S1 (N206) bij De Zilk. Gevolg is dat de N208 zich nog altijd slingert langs plaatsjes aan de vroegere rijksweg zoals Bennebroek, Hillegom, Lisse en Sassenheim.
Vanaf oktober 2009 werd de voormalige A208, die voor het grootste deel in beheer en onderhoud was bij de provincie Noord-Holland, omgebouwd tot een stadsontsluitingsweg met een maximumsnelheid van 70 km/h. De autosnelwegstatus vervalt daarmee.